# Stangellus
Stangellus là một chi bọ cánh cứng trong họ 
Elateridae.
Chi này được miêu tả khoa học năm 1976 bởi Golbach.

## Các loài
Các loài trong chi này gồm:
- Stangellus bucheri Golbach, 1976
- Stangellus massulus (Candèze, 1881)
- Stangellus minutus (Candèze, 1878)